# Giuseppe Bovara
Giuseppe Bovara (Lecco, 1781 – Lecco, 1873) è stato un architetto italiano.

## Biografia
Giuseppe Bovara, dopo gli studi all'Accademia di Belle Arti di Brera e la laurea all'Università degli Studi di Pavia, aveva subito il fascino dell'arte romana, con cui era venuto a contatto diretto dal 1803 al 1810 quando, tornato a Lecco, iniziò la sua prolifica opera.
Tra gli innumerevoli edifici realizzati dal Bovara spiccano: la chiesa parrocchiale di Malgrate, quella di Calolzio a  Calolziocorte, quella di Valmadrera, quella di Annone di Brianza, "San Rocco" a Barco, "San Michele" a Foppenico, il campanile di Villa d'Adda, "San Gaetano" a Valmadrera, Palazzo Bovara di Lecco, il Teatro della Società a Lecco, la basilica di San Nicolò a Lecco, villa Berera a Rancio, villa Brini a Castello ed anche un ponte a Bellano.

## Opere
Nella sola città di Lecco e nella Valle Magrera il Bovara ha lavorato a:
- Basilica romana minore prevositurale di San Nicolò
- Biblioteca civica Uberto Pozzoli (ex Palazzo del Governatore)
- Campanile della chiesa dei Santi Gervasio e Protasio di Castello
- Cappella dell'Immacolata a Germanedo
- Cimitero di Acquate
- Corso Matteotti
- Corte Fiorita
- Fontana di San Giovanni Nepomuceno
- Palazzo Agudio
- Palazzo Bertarelli
- Palazzo Bovara
- Palazzo Nava
- Palazzo Reina Bovara
- portici di Piazza XX Settembre
- San Leonardo di Malgrate
- Sant'Andrea di Maggianico
- Sant'Antonio Abate a Valmadrera
- Santa Maria Gloriosa
- Chiesa di Santa Marta
- Chiesa dei Santi Materno e Lucia
- Santi Vito e Modesto
- Teatro della Società
- Villa Berera
- Villa Brini
- Villa Cima Orio